# Lisle (Dordogne)
Lisle település Franciaországban, Dordogne megyében. Lakosainak száma 873 fő (2022. január 1.). Lisle Bourdeilles, Bussac, Grand-Brassac, Mensignac és Tocane-Saint-Apre községekkel határos.

## Népesség
A település népességének változása:
| Lakosok száma | 990  | 917  | 946  | 920  | 896  | 904  | 859  | 836  | 825  | 873  |
|               | 1968 | 1982 | 1990 | 2006 | 2013 | 2015 | 2017 | 2019 | 2020 | 2022 |